# Hermeto Pascoal

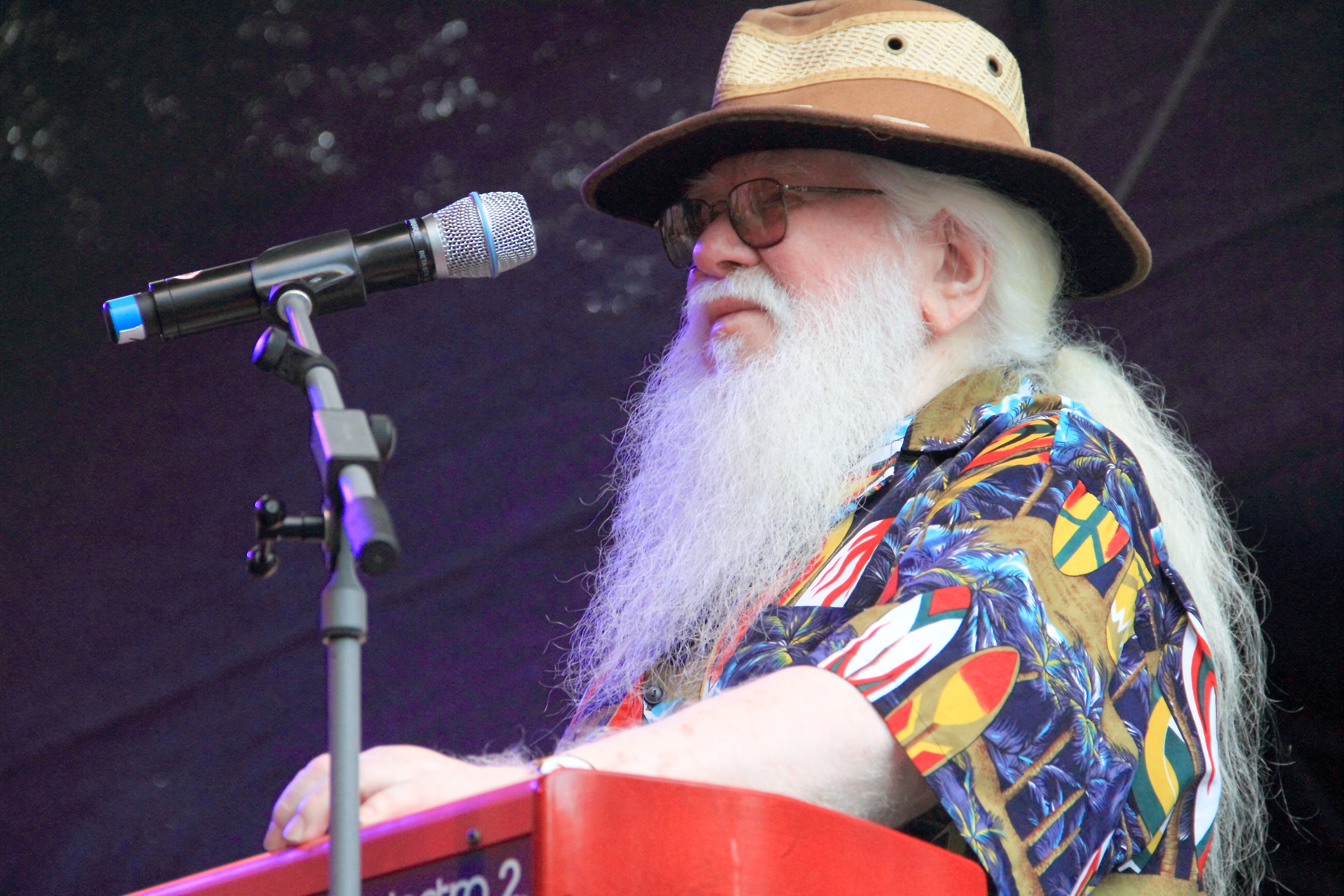
Hermeto Pascoal auf dem Rudolstadt-Festival 2016

Hermeto Pascoal - Portrait by Gert Chesi, 80er

Hermeto Pascoal (* 22. Juni 1936 in Lagoa da Canoa, Alagoas) zählt zu den bekanntesten Multiinstrumentalisten und avantgardistischen Musikern Brasiliens. Er gilt als eine brasilianische „Jazz-Koryphäe“; „Mit seiner Verbindung von melodischer Phantasie, Free Jazz und komplexer brasilianischer Rhythmik, von ausgeklügelter Orchestrierung und freier Entwicklung in offenen Probenformen“ hat Pascoal entscheidender zur Entwicklung einer zeitgenössischen rhythmischen Musik mit Improvisationsanteilen beigetragen als viele Komponisten und Arrangeure aus dem direkten Jazz-Umkreis. Karl Lippegaus nannte ihn anlässlich seines 75. Geburtstages sogar „Brasiliens Antwort auf Sun Ra.“

## Leben und Wirken
Hermeto Pascoal ist Albino und von seinem Aussehen wie von seinen musikalischen Ausdrucksmöglichkeiten her eine außergewöhnliche Erscheinung. Er spielt eine Reihe von Instrumenten wie Akkordeon, Saxophon, Flöte, Gitarre sowie verschiedene Perkussionsinstrumente und Tasteninstrumente. In Brasilien wird er „O Bruxo“ (der Zauberer, der Hexenmeister) genannt, „weil er mit allem Musik machen kann, was ihn umgibt“. Zudem gab seine Modernisierung der Choro-Musik in den späten 1960er Jahren der brasilianischen Musik „wichtige Impulse und inspirierte Künstler wie Laurindo Almeida“.
Seine ersten musikalischen Erfahrungen machte Hermeto Pascoal im Alter von 10 Jahren mit den Instrumenten Akkordeon und Flöte. Erste Bühnenauftritte folgten zusammen mit seinem älteren Bruder José Neto Pascoal. 1950 zog die Familie nach Recife und dort spielten die beiden zusammen Akkordeon bei lokalen Radiosendern. 
Nur wenig später begann Hermeto Pascoal auf der Suche nach neuen Klängen erste musikalische Experimente zu unternehmen und jedes Instrument zu lernen, dessen er habhaft werden konnte. Pascoal ist Autodidakt und vermischt viele verschiedene Stile wie die Musik Brasiliens, Jazz oder Neue Musik und kommt dabei immer wieder zu überraschenden Ergebnissen. Eines seiner Projekte ist sein Calendário do som, ein Projekt, sozusagen ein musikalisches Tagebuch, an dem er ein Jahr lang jeden Tag ein neues Stück komponiert hat.
In den 1960er Jahren arbeitete er in Rio de Janeiro in seiner Bossa-Nova-Gruppe und bei Sérgio Mendes und Antônio Carlos Jobim. 1964 gründete er das Trio Sambrasa; Airto Moreira wurde dort sein wichtigster Partner, mit dem er auch im Quartetto Novo spielte. In den darauf folgenden Jahren begann über lange Jahre eine Zusammenarbeit mit Musikern wie Edu Lobo, Miles Davis, oder Elis Regina, was ihn in vielen Ländern bekannt machte. Erst 1972 erschien sein erstes Album unter eigenem Namen, dem rasch weitere Alben folgten. Sein Album A Música Livre de Hermeto Paschoal (1973), veröffentlicht zu Zeiten der Militärdiktatur wurde zu einem Album der brasilianischen Gegenkultur. Auf dem Album Slave Mass setzte er lebende Schweine, die er am Schwanz zog, als Perkussionsinstrumente ein. Das Album Eu E Eles (1999) spielte er im Alleingang mit Dutzenden verschiedener Instrumente ein.
Pascoal arbeitet mit einer ständigen Gruppe. Die Probenarbeit mit ihr – Teil seines prozesshaften Kompositionsverständnisses – findet täglich statt; über lange Jahre lebte er mit seinem Ensemble in einer Kommune.

## Auswahldiskographie
| Erscheinungsjahr | Titel                                                       | Interpret / Lineup                                                                                         |
| ---------------- | ----------------------------------------------------------- | --- |
| 1965             | Em Som Maior                                                | Sambrasa Trio (Hermeto Pascoal, Humberto Clayber, Airto Moreira)                                           |
| 1967             | Quarteto Novo                                               | Quarteto Novo (Airto, Hermeto, Theo, Heraldo)                                                              |
| 1970             | Live-Evil                                                   | Miles Davis mit Jack DeJohnette, Keith Jarrett, Airto Moreira u. a.                                        |
| 1971             | Hermeto                                                     | |
| 1973             | A Música Livre de Hermeto Paschoal                          | |
| 1974             | It Could Only Happen with You                               | Duke Pearson                                                                                               |
| 1977             | Slaves Mass                                                 | mit Ron Carter, Airto Moreira, Flora Purim, Raul de Souza, Chester Thompson, Alphonso Johnson, David Amaro |
| 1979             | Ao Vivo Montreux Jazz                                       | mit Itiberê Zwarg, Cacau, Nenê, Nivaldo Ornelas, Jovino Santos Neto, Pernambuco, Zabele                    |
| 1980             | Cérebro Magnético                                           | mit Itiberê Zwarg, Jovino Santos Neto, Alfredo Dias Gomes                                                  |
| 1992             | Festa dos Deuses                                            | Hermeto Pascoal e Grupo                                                                                    |
| 1993             | Instrumental no CCBB                                        | Renato Borghetti & Hermeto Pascoal                                                                         |
| 1999             | Eu e Eles                                                   | Hermeto Pascoal                                                                                            |
| 2003             | Mundo Verde Esperança                                       | |
| 2006             | Chimarrão com Rapadura                                      | mit Aline Morena                                                                                           |
| 2017             | Viajando Com O Som (The Lost ’76 Vice-Versa Studio Session) | Aufnahmen von 1976                                                                                         |
| 2022             | Planetário da Gávea                                         | Aufnahmen von 1981                                                                                         |

## Musikalische Rezeption
Seine Kompositionen wurden auch vom Sinfonieorchester Kopenhagen, den Berliner Philharmonikern, dem Andromeda Mega Express Orchestra und der Youth Symphony São Paulo aufgeführt. 2009 hat die hr-Bigband die CD Viva o som! mit Kompositionen von Hermeto Pascoal aufgenommen; deren Arrangements stammen von dem Saxophonisten Steffen Schorn.

## Lexigraphische Einträge
- Wolf Kampmann (Hrsg.), unter Mitarbeit von Ekkehard Jost: Reclams Jazzlexikon. Reclam, Stuttgart 2003, ISBN 3-15-010528-5.
- Martin Kunzler: Jazz-Lexikon. Band 2: M–Z (= rororo-Sachbuch. Bd. 16513). 2. Auflage. Rowohlt, Reinbek bei Hamburg 2004, ISBN 3-499-16513-9.